# Franco Margola
Franco Margola (Orzinuovi, 30 octobre 1908 – Nave, 9 mars 1992) est un compositeur italien. 

## Biographie
Montrant une inclination à la musique depuis l'enfance, Franco Margola est bientôt inscrit au conservatoire
de Brescia, où il étudie le violon avec Romano Romanini. Il suit en outre des cours complémentaires de piano, d'harmonie et de contrepoint avec Isidoro Capitanio. Au conservatoire de Parme, en 1933, il reçoit son diplôme en composition sous la direction d'Achille Longo.
Encore étudiant, il rencontre Alfredo Casella, à qui il présente une composition pour voix et piano, la Preghiera di un Clefta (1933) ; le maestro de Turin, positivement impressionné par la musique du jeune homme, l'encourage à lui montrer d'autres œuvres. Margola compose alors un Trio en la majeur, que Casella apprécie à tel point qu'il l'inclut dans le répertoire de son propre trio (composé avec Bonucci et Poltronieri), l'exécutant un peu partout, en Italie et à l'étranger.
D'abord influencé par le style d'Ildebrando Pizzetti, Margola montre qu'il a aussi assimilé les leçons de Casella, en particulier dans son Quatuor à cordes n° 3, de 1937, une œuvre qui lui vaut le Prix Scaliger de Vérone. De 1936 à 1939 , il enseigne l'histoire de la musique à Brescia. Il a également créé un orchestre, composé des éléments locaux, bénéficiant de la collaboration de Arturo Benedetti Michelangeli, alors à ses débuts et à qui il a dédié un Concerto pour piano, figurant parmi ses meilleures œuvres. 
Pendant les années de la guerre, malgré les difficultés, le compositeur garde un état d'esprit prolifique : il compose deux opéras, Le Mythe de Caïn et Il Titone, perdus en raison du torpillage d'un navire qui transportait ses bagages. En 1944, il est emmené jusqu'à Brescia par les Allemands et déporté à Mühldorf en Autriche. Après la guerre, il reprend son activité qui lui procure toujours le succès, comme c'est le cas du Trio à cordes de 1947. En 1960, il est nommé directeur du conservatoire de Cagliari en Sardaigne et à partir de 1963 jusqu'en 1975, il enseigne  au conservatoire de Parme.
Parmi ses élèves on trouve entre autres, Niccolò Castiglioni et Camillo Togni. Il était un infatigable pédagogue, conférencier et, homme de grande culture il s'intéresse à l'histoire des religions, à la littérature, à la philosophie. Tout en restant fondamentalement fidèle à la tradition, il n'était pas étranger à une ouverture prudente vers des techniques plus avancées. À partir de 2009, chaque année, l'association de l'orchestre de chambre de Brescia organise un festival Franco Margola consacré aux œuvres du compositeur et à d'autres grands musiciens de son époque.

## Œuvres (sélection)
Le catalogue des œuvres de Margola, compilé par Ottavio de Carli est publié à Brescia en 1993. Il comporte 814 œuvres.

### Œuvres avec orchestre
- 2 symphonies
- 4 concertos pour piano et orchestre. Le plus célèbre Kinderkonzert, joué plusieurs fois par Arturo Benedetti Michelangeli à partir de 1955, au théâtre La Fenice de Venise
- Le Campiello delle streghe (1930)
- Concerto breve pour guitare et petit orchestre à cordes
- Concerto pour violoncelle et orchestre, op. 91  (1949)
- Concertos pour violon, hautbois, cor
- Double concerto pour violon, piano et orchestre
- Notturno e fuga (1940)
- Partita pour flûte et cordes
- Passacaglia pour cordes, piano et percussions
- Sinfonia delle isole pour cordes
- Six madrigaux pour orchestre à cordes
- Teorema armonico pour orchestre
- Variations sur un thème ludique pour cordes
- Six sonatines facile pour piano

### Musique de chambre
- 8 quatuors à cordes
- 3 épigrammes grecques pour cor, violon et piano
- 12 trios pour trombones « le Zodiaque »
- Fantaisie pour septuor de trombone et tuba
- musique en duo pour violon et violoncelle
- 4 épisodes pour flûte et guitare

## Opéra
- Il mito di Caino (Bergame 1940)

## Écrits
- Guido pratica per lo studio della compozitione (Milan 1954)
- 150 bassi; corredati di esempi e regole per l'armonizzazione del basso senza numeri (Milan 1953) (OCLC 43263096)